# 夜泣き

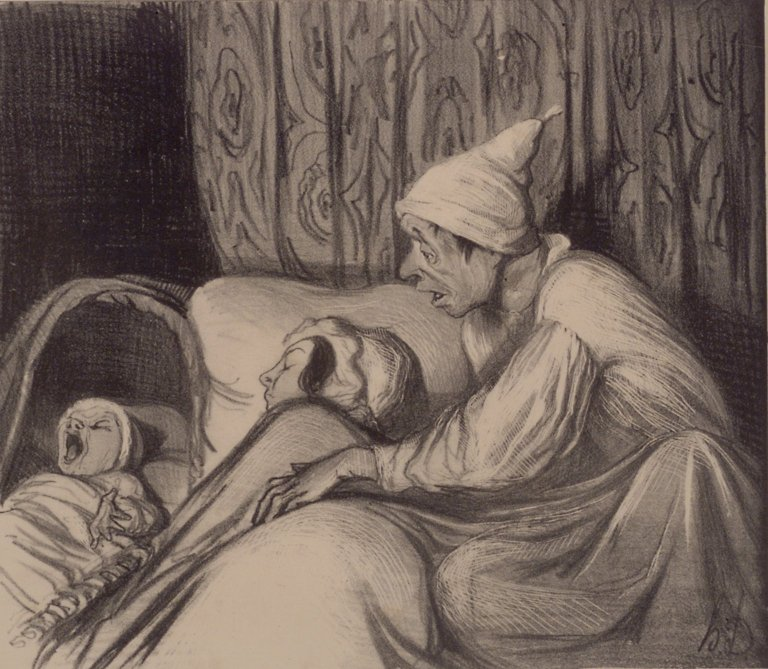
オノレ・ドーミエ「L'Ouie」(1839 年)

夜泣き（よなき、古表現：夜泣、夜哭、ほか）とは、乳幼児（赤ん坊と幼児）が、夜間に泣き出し、眠らないでぐずり続ける状態をいう。

## 概要

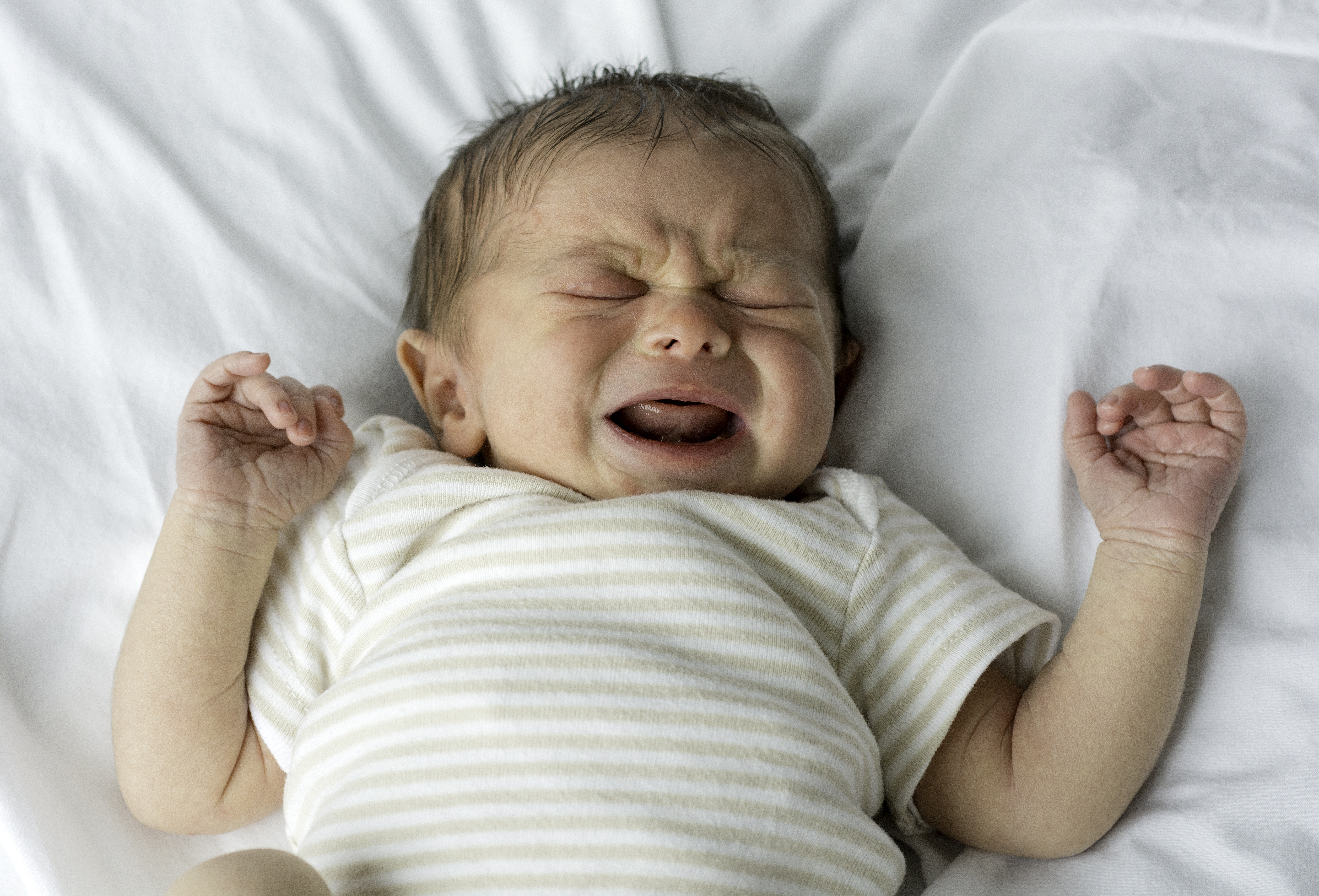
新生児

定義の詳細は国・地域・研究者によって様々で、統一的見解は無い。日本国内に限っても、「生まれて間もなく始まる症状」「生後4か月から1歳半くらいまでの症状」「生後6か月から1歳半くらいまでの症状」など、様々な見解がある。
日本語「よなき」は多義語であり、声の主が何者であるかに関わらず、それこそ赤子であろうが、夜鳴蕎麦屋や夜鷹の客引きであろうが、幽霊のすすり泣きであろうが鵺の啼き声であろうが、なきごえやそれに似た叫びなどが夜間に聞こえる状態を指す。近世以前の史料では用字が統一されておらず、「夜啼」と書いて「乳幼児のよなき」を意味しているようなことがよくある。乳幼児の“よなき”を表す語の日本における初出（※記録上は最初）は『万葉集』巻12・2942に所収の歌「わが背子に 恋ふとにしあらし 緑児の 夜哭よなきをしつつ 寝いねかてなくは」に見られる「夜哭」である可能性が高い。「哭」は「大声で泣く」の意。
中国語および中国医学では「（乳幼児の）夜泣き」を「夜啼（拼音：yètí〈イエティー〉）」というが、より正確には「嬰兒哭鬧（拼音：yīngérkūnào〈インアークゥーナァォ〉）」という。英語では「（乳幼児の）夜泣き」全般を "baby colic" といい、病状に原因する乳児疝痛（にゅうじせんつう）は "infantile colic" という。

## 症状
新生児は夜中も空腹を訴えて泣くが、満腹になれば泣き止むため、通常これを「夜泣き」とは見なさない。新生児期が過ぎると、徐々に夜中に起きて泣くことは少なくなる。しかし、お腹が空いた、おむつが濡れている、部屋が暑すぎる・寒すぎるなどといった、明確な原因が見当たらないにもかかわらず、機嫌よく寝付いてよく眠っていたはずの赤ん坊が夜中に起きて激しく泣く場合があり、こういった状態を指して「夜泣き」という。一晩に2度3度と泣き出す、抱いていないと泣き止まないなどといった状況が続くと、親は深く悩まされることになる。
同様の反応を夕方に起こす場合もあり、これは、「三箇月コリック（さんかげつコリック）」「コリック」「夕暮れ泣き（ゆうぐれなき）」「黄昏泣き（たそがれなき）」と呼ばれる。

## 原因
日中の刺激や興奮で夜中に夢を見るのではないかとか、睡眠のリズムが掴めず、体内時計が狂ってしまうのではないかなどの説があり、はっきり分からないことが多いが、発達の一段階であると考えられている。数か月続いた夜泣きが、歩けるようになった途端に直るというケースもある。ただし、それまで夜泣きをしなかった赤ん坊で、ある夜、急に夜泣きが始まった場合、突発性発疹の疑いがあり、注意が必要である。また、ある日突然泣き出し間歇的に泣く（数分毎に激しく泣き、その間は静かにしている）場合、腸重積の疑いがあり、早めに受診するべき症状といえる。

## 対処
- 生活のリズムを整える。具体的には、昼と夜のメリハリつける、1日の食事のリズムを守る、離乳食は時間を決め規則的に与える、など[要出典]。
- 昼間の母乳やミルクが不足していたり、喉が渇いたりしていないか、配慮する[要出典]。
- 着せ過ぎのために暑くて泣く場合もあるので、着衣に注意する[要出典]。
- 昼間、散歩など外に連れ出してみる[要出典]。
- 照明を点けて部屋を明るくしたり、音楽を聴かせるなど、一度完全に起こしてから寝かしつけるという手段もある[要出典]。
- 漢方療法 - 幼児の夜泣きには柴胡加竜骨牡蛎湯などの漢方薬に小児夜啼症（夜泣き）の適応がある[要出典]。
- 欧米では夜泣きを一度完全に放置する対処法も一般的に行われている。これを行うことによって「泣いても母親がかまってくれないこと」を赤ちゃんが学び、それ以降夜泣きをすることがなくなるとされている[要出典]。

## 伝承・風習
日本では古くから赤ん坊の夜泣きは体内にいる「疳の虫（かんのむし）」という（架空の）虫が原因だと信じられてきた。このため、疳の虫を取る・疳の虫を切るといった風習があり、寺社に参詣して神仏に祈願する、祭神名や呪言・文字などを唱える、祈祷師・神主・修験者・僧侶などに祈祷してもらう、寺社の呪符や守札を家の出入口や神棚に貼り付けておく、灸を据えるなど動植物を使った民間療法をする、などといった方法で対処していた。これらを「虫封/虫封じ（むしふうじ）」といい、略して「封じ（ふうじ）」ともいう。
長野県佐久地域（江戸時代以前における信濃国佐久郡）では、古くから夜泣きを防ぐというまじないなどが行われてきた。逆さ屏風を立てたり、白紙に朱で「撥火撥火杖差作神将提差 夜啼鬼打殺莫要散急急如律令」と書いて子供の手のひらに貼ったり、「お池のはたの古狐、わればか（り）鳴いて、この子泣かすな」というまじない歌もある。

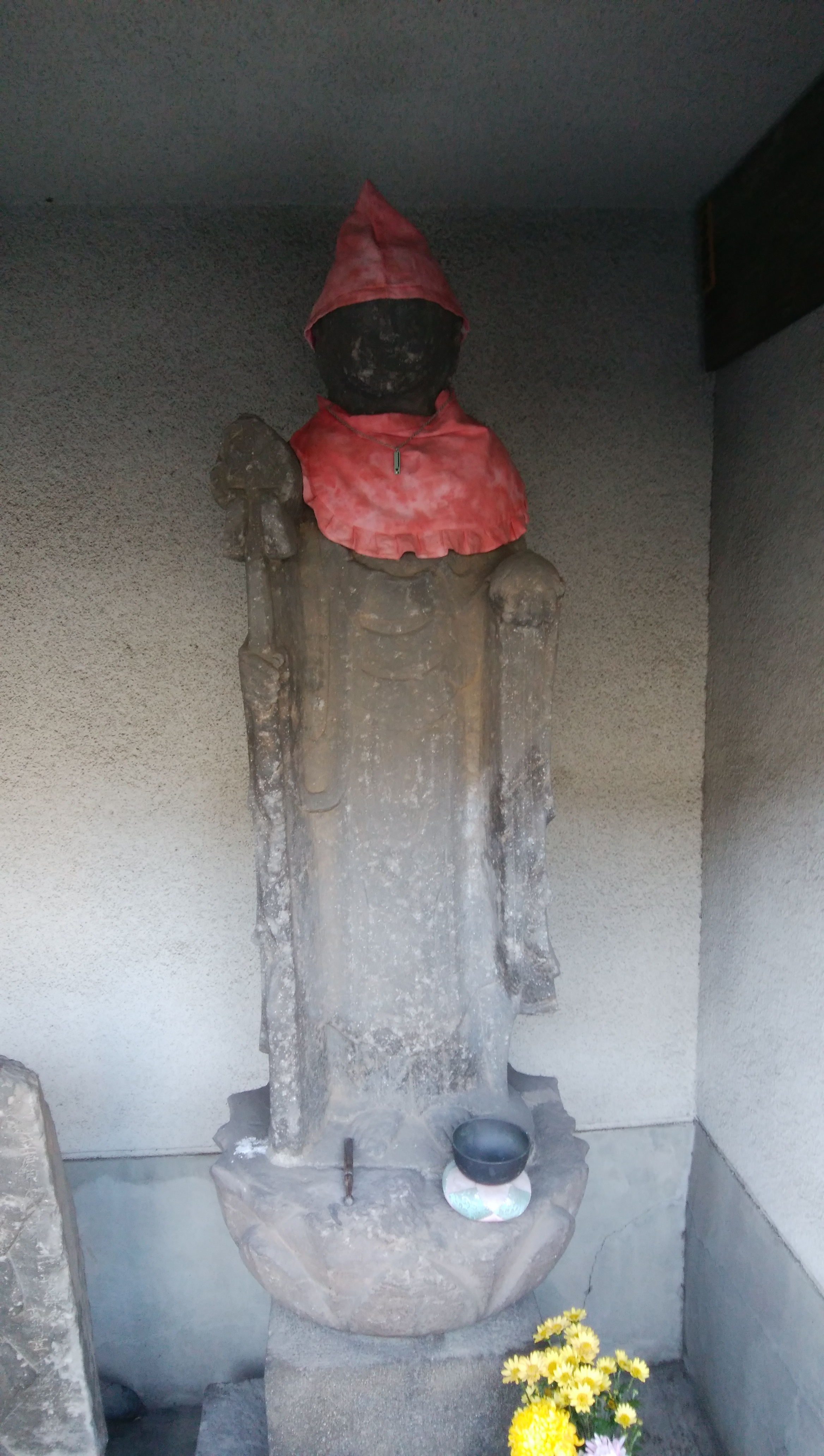
夜泣きを鎮めたといわれる「夜泣き地蔵尊」（練馬区）

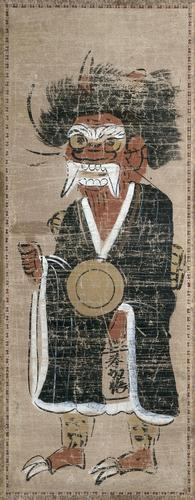
夜泣き避けの護符 大津絵「鬼の寒念仏」

欧米では赤ん坊の夜泣きはことさら問題にされないことが多い。これは育児に対する考え方の違いや住宅事情の違いが影響しているものと思われる。